# El Manantial, San Juan Evangelista
El Manantial är en ort i Mexiko.   Den ligger i kommunen San Juan Evangelista och delstaten Veracruz, i den sydöstra delen av landet, 500 km öster om huvudstaden Mexico City. El Manantial ligger 80 meter över havet och antalet invånare är 392.
Terrängen runt El Manantial är platt. Runt El Manantial är det glesbefolkat, med 10 invånare per kvadratkilometer. Närmaste större samhälle är Aguilera, 18,1 km norr om El Manantial. Omgivningarna runt El Manantial är en mosaik av jordbruksmark och naturlig växtlighet.